# آنیکو دیوندیوشی
آنیکو دْیوندْیوشی (مجاری: Anikó Gyöngyössy؛ زادهٔ ۲۹ مه ۱۹۹۰) بازیکن واترپلو زن اهل مجارستان است.